# Sayaka Anai
Sayaka Anai –en japonés, 穴井 さやか, Anai Sayaka– (15 de agosto de 1986) es una deportista japonesa que compitió en judo. Ganó una medalla de bronce en el Campeonato Asiático de Judo de 2008 en la categoría de –78 kg.

## Palmarés internacional
| Campeonato Asiático | Campeonato Asiático  | Campeonato Asiático | Campeonato Asiático |
| Año                 | Lugar                | Medalla             | Categoría           |
| ------------------- | -------------------- | ------------------- | ------------------- |
| 2008                | Jeju (Corea del Sur) | Medalla de bronce   | –78 kg              |